# Санта-Маре (комуна)
Санта-Маре (рум. Santa Mare) — комуна у повіті Ботошані в Румунії. До складу комуни входять такі села (дані про населення за 2002 рік):
- Ілішень (228 осіб)
- Бедерей (139 осіб)
- Берза (239 осіб)
- Богденешть (456 осіб)
- Дурнешть (89 осіб)
- Рингілешть-Дял (268 осіб)
- Рингілешть (434 особи)
- Санта-Маре (1225 осіб)

Комуна розташована на відстані 365 км на північ від Бухареста, 52 км на схід від Ботошань, 53 км на північ від Ясс.

## Населення
За даними перепису населення 2002 року у комуні проживали 3078 осіб. Усі жителі комуни рідною мовою назвали румунську. За віросповіданням усі жителі комуни — православні.
Національний склад населення комуни:
| Національність | Кількість осіб | Відсоток |
| -------------- | -------------- | -------- |
| румуни         | 3077           | > 99,9%  |
| українці       | 1              | < 0,1%   |